# San Vincenzo La Costa
San Vincenzo La Costa là một thị xã và comune  ở tỉnh Cosenza trong vùng Calabria miền nam nước Ý.
Đô thị San Vincenzo La Costa có diện tích ki lô mét vuông, dân số thời điểm năm 2007 là người.
Đô thị này có các đơn vị dân cư (frazioni) sau: